# دكستر سكوت كينغ
دكستر سكوت كينغ (بالإنجليزية: Dexter Scott King)‏ (30 يناير 1961) هو الابن الثاني لقائد الحقوق المدنية الدكتور مارتن لوثر كينغ وكوريتا سكوت كينغ إخوته هم مارتن لوثر كينغ الثالث برنيس ألبرتين كينغ، والراحلة يولاندا دينيس كينغ.

## روابط خارجية
- دكستر سكوت كينغ على موقع IMDb (الإنجليزية)
- دكستر سكوت كينغ على موقع أول موفي (الإنجليزية)
- دكستر سكوت كينغ على موقع ديسكوغز (الإنجليزية)